# Robertus ussuricus
Robertus ussuricus är en spindelart som beskrevs av Kirill Yeskov 1987. Robertus ussuricus ingår i släktet fuktspindlar, och familjen klotspindlar. Inga underarter finns listade i Catalogue of Life.